# Andrew River (Carnwath River)
Der Andrew River ist ein 134 km langer rechter Nebenfluss des Carnwath River in den kanadischen Nordwest-Territorien.

## Verlauf
Der Andrew River hat sein Quellgebiet 2 km südlich des Raven Lake auf einer Höhe von etwa 195 m. Der Andrew River durchfließt anfangs den Raven Lake in nördlicher Richtung und behält seinen Kurs in der Folge bei. Der Fluss verläuft in einer Tundralandschaft nördlich des Polarkreises. Nach etwa 33 Kilometern als kleinerer Bach vereinigt sich der Andrew River mit einem von Südosten kommenden namenlosen größeren Fluss. Letzterer ist offenbar der hydrologische Hauptstrang des Flusssystems. Der Andrew River fließt nun nach Nordwesten und weist bis zu seiner Mündung zahlreiche teils enge Flussschlingen auf. Auf den letzten 33 Kilometern wendet sich der Andrew River nach Norden und trifft schließlich auf den Carnwath River, knapp 13 km oberhalb dessen Mündung in den Anderson River.